# Lithops francisci
Lithops francisci е вид растение от семейство Aizoaceae. Видът е световно застрашен, със статут Уязвим.

## Разпространение
Разпространен е в Намибия.